# Castell de Châteauneuf-sur-Loire
El Castell de Châteauneuf-sur-Loire (en francès: Château de Châteauneuf-sur-Loire, és un castell, museu, amb parc dissenyat per Le Nôtre, orangerie i jardí botànic, amb una extensió de 22 hectàrees, a Châteauneuf-sur-Loire, França.
L'edifici està inscrit en els "Monuments Historiques" (Monuments Històrics de França) i està catalogat a la "base Mérimée", base de béns del patrimoni arquitectònic francès, del ministeri de Cultura de França.
L'edifici està situat a l'interior del perímetre del lloc Vall del Loira inscrit com a Patrimoni de la Humanitat de la Unesco.
El « Musée de la marine de Loire » (Museu de la marina del Loira), instal·lat en els antics estables del castell de Châteauneuf-sur-Loire, està consagrat a la navegació en el Loira. Posseeix l'etiqueta de « musée de France » segons la llei nº 2002

## Localització

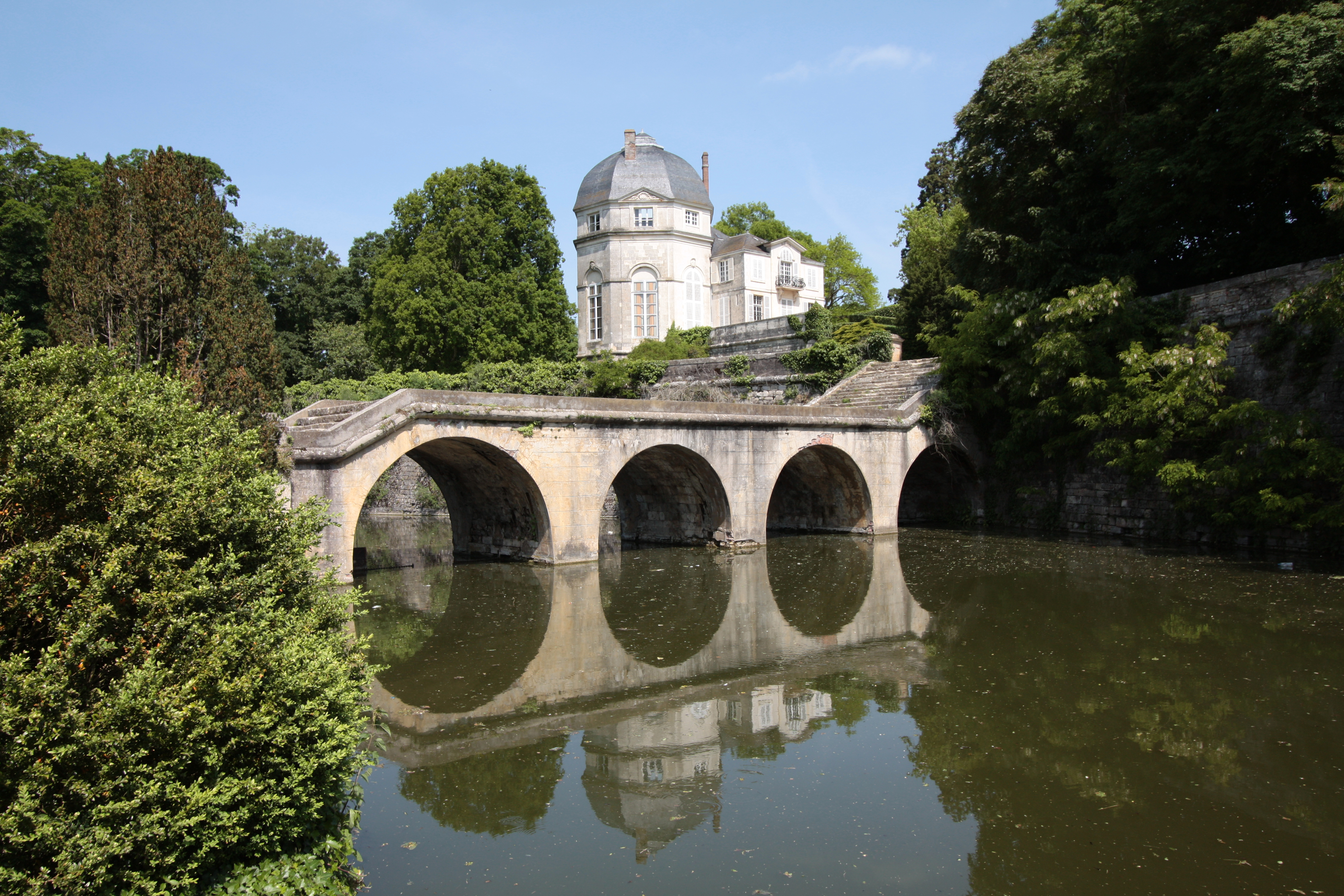

"Châteauneuf-sud-Loire" està situat a la regió de Centre, departament de Loiret, en el districte d'Orleans, a la regió natural de Val de Loire. És el chef-lieu i major població del cantó de Châteauneuf-sur-Loire.
El castell que és seu de l'ajuntament de la localitat se situa al centre de la localitat entre les places de Douves i Aristide-Briand, proper de la ribera nord del riu Loira.
Està obert tot l'any, i es cobra una tarifa d'entrada.

## Història
El castell va ser construït en el lloc que ocupava un castell real pel duc de la Vrillière. Del castell original, no queda de l'època de la construcció res més que un pavelló que va ser edificat a la fi del segle xvii i l'interior del qual ha sofert alguns canvis realitzats pel duc de Penthièvre. Els antics fossats van ser transformats en jardins.
Els jardins es van crear com un teló de fons del castell, i s'atribueix a Le Nôtre al segle xvii, cobrint més de 20 hectàrees. Així, Le Nôtre, havia imaginat els jardins « à la française » com un "petit Versalles". La propietària del castell, uns anys més tard, Eulalie Lebrun, els va fer remodelar pel paisatgista René Charles Huillard d'Hérou l'any 1821 com un parc « à la anglaise », plantant una notable col·lecció d'espècies rares dels quals romanen actualment una quarantena d'arbres notables i una bella avinguda de rododendres i azalees arborescents, magnòlies gegantes i arbres de tulipa que floreixen al maig i juny que cada any creen admiració en el públic.
Els hereus d'Eulalie Lebrun van habitar el castell fins a l'any 1925. Amo des de 1934, el "Consell General del Loira" sempre ha seguit el desenvolupament i la gestió del parc, classificat i considerat com un "Àrea Natural Sensible", amb el mateix esperit que els jardiners d'alt vol.
En els vestigis del magnífic palau, l'actual castell ara alberga part de l'Ajuntament de Châteauneuf-sur-Loire, però sobretot des de 1962, un museu de la marina del Loira situat en els antics estables del castell.
El conjunt està inscrit en els "Monuments Historiques" (Monuments Històrics de França) i està catalogat a la "base Mérimée", base de béns del patrimoni arquitectònic francès, del ministeri de Cultura de França. Així el Pavelló octogonal; l'edifici dels antics estables i el gran pavelló situat en l'angle sud-est del pati, anomenat "pavillon de l'Horloge": « classement par arrêté » del 24 de juny de 1927 ; la reixes d'entrada i els dos pavellons que ho enquadren, l'orangerie i l'albereda del "ancien château": « classement par arrêté » d'11 de juliol de 1942.

## Museu de la marina del riu Loira

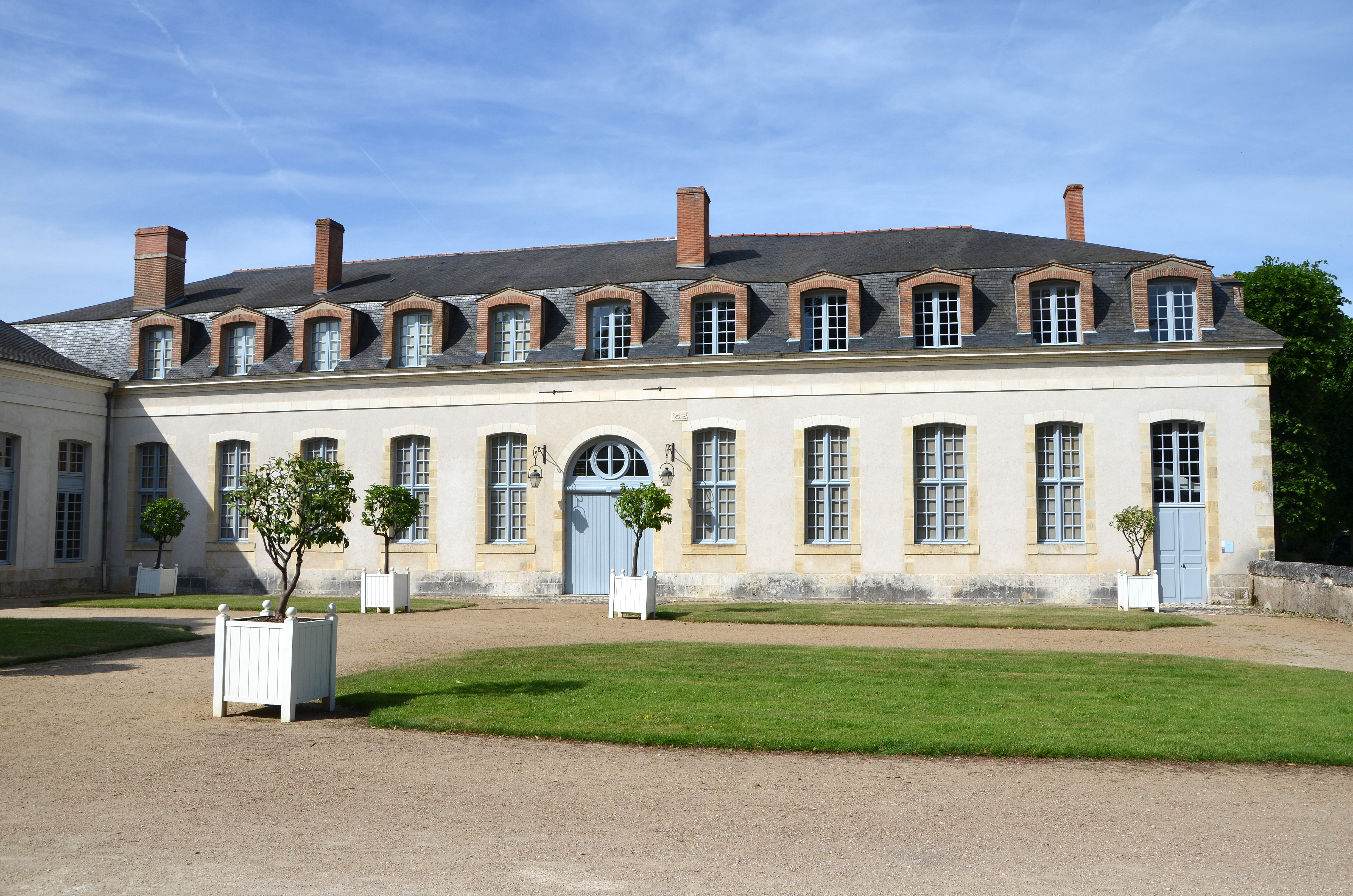
El museu de la marina del Loira, se situa en els antics estables del castell.

El museu alberga tant els objectes tècnics o els homes i els costums quotidians, una iconografia rica (oli sobre llenç, litografies, gravats, fotografies) i una excepcional col·lecció de pisa de Nevers. Nombrosos models de naus i un centre de documentació completen el museu (3000 i 1500 documents).

## Parc del castell de Châteauneuf-sur-Loire
A més d'un parc botànic amb arbres centenaris i un carreró impressionant de 800 m longitud de rhododendron, des de l'any 2011 es va condicionar una nova àrea de 7 hectàrees dissenyada pel "Consell General del Loira" que connecta el parc amb el riu Loira. Un lloc de gran riquesa florística per descobrir en família.
Una arboreda de gran interès. Davant de la "orangerie" on va haver-hi un jardí « à la française » i es pot albirar l'antic disseny del parc que va fer André Le Nôtre. Actualment és un jardí « à la anglaise » de parc arbrat de 22 hectàrees. Les senderes vorejades de boix i fruiters jardí d'iris i grans arbres majestuosos (til·lers, cedres, faigs, freixes, roures, Ginkgo biloba, Styphnolobium japonicum, Maclura pomifera, Liriodendron tulipifera, Magnolia grandiflora, xiprer calb, carpes) ... amb el corresponent sotabosc on es pot observar narcís, Primula elatior, Anemone ranunculoides, escil·la bifòlia, ciclamens o safrans segons les estacions de l'any.
Al llarg del petit riu del fossat del castell fins a la riba del Loira, hi ha un "recorregut botànic" per descobrir els arbres notables dels quals la majoria es van plantar entre 1800 i 1831 (incloent la doble avinguda dels til·lers i també roures, carpes, oms, freixes ...) i la llar d'unes 68 espècies d'aus, entre altres Erithacus rubecula, Sitta europaea, Coccothraustes coccothraustes, Certhia brachydactyla, Dendrocopos major..., i esquirols.
Un nou espai de biodiversitat per explorar. Passat el temple de l'amor rehabilitat l'any 2009, una nova part del parc va ser obert al públic al setembre de 2011 per connectar amb totes les senderes que recorren les ribes del Loira. Una extensió de 7 hectàrees, condicionades pel Departament del Loiret entre la terra i l'aigua, el visitant pot caminar per unes senderes de fusta al llarg de 700 metres des del fossat del castell al riu i un bonic pontó que abasta un mirall d'aigua.
En aquesta zona descobrim, diversos estanys alimentats per les aigües del proper riu, un jaç de joncs entorn d'un estany i plantes natives tal com Epilobium hirsutum, Lysimachia vulgaris, Lythrum salicaria, que floreixen al juliol. També bells roures i xiprers calbs bicentenaris amb impressionants arrels neumatòfors ... El que és un ecosistema ple de vida: aus, insectes, amfibis, rèptils... imaginat com una transició suau i natural entre el parc i el Loira, aquest passeig en bucle comprèn panells educatius, i és una oportunitat perquè el públic descobreixi el funcionament i la biodiversitat dels aiguamolls, entorn natural sensible que el Departament de Loiret desitja informar al públic a través d'un enfocament de sensibilització cap a l'entorn.